# 全台鉄路商務総局鉄道

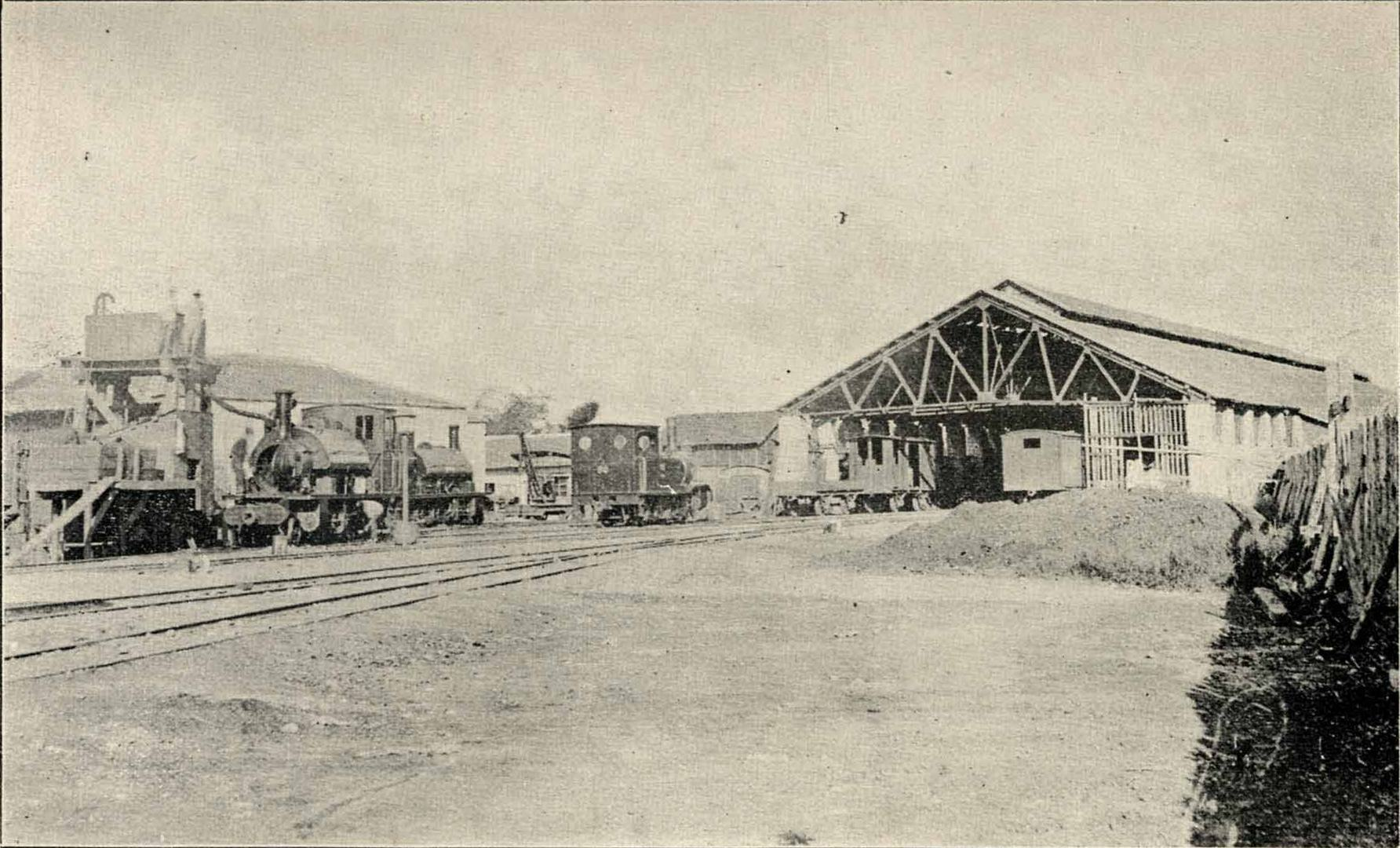
清朝時代の台北駅

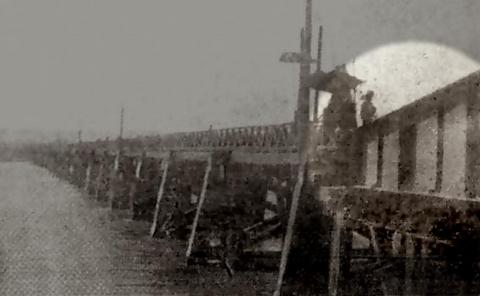
清朝時代の淡水河の橋

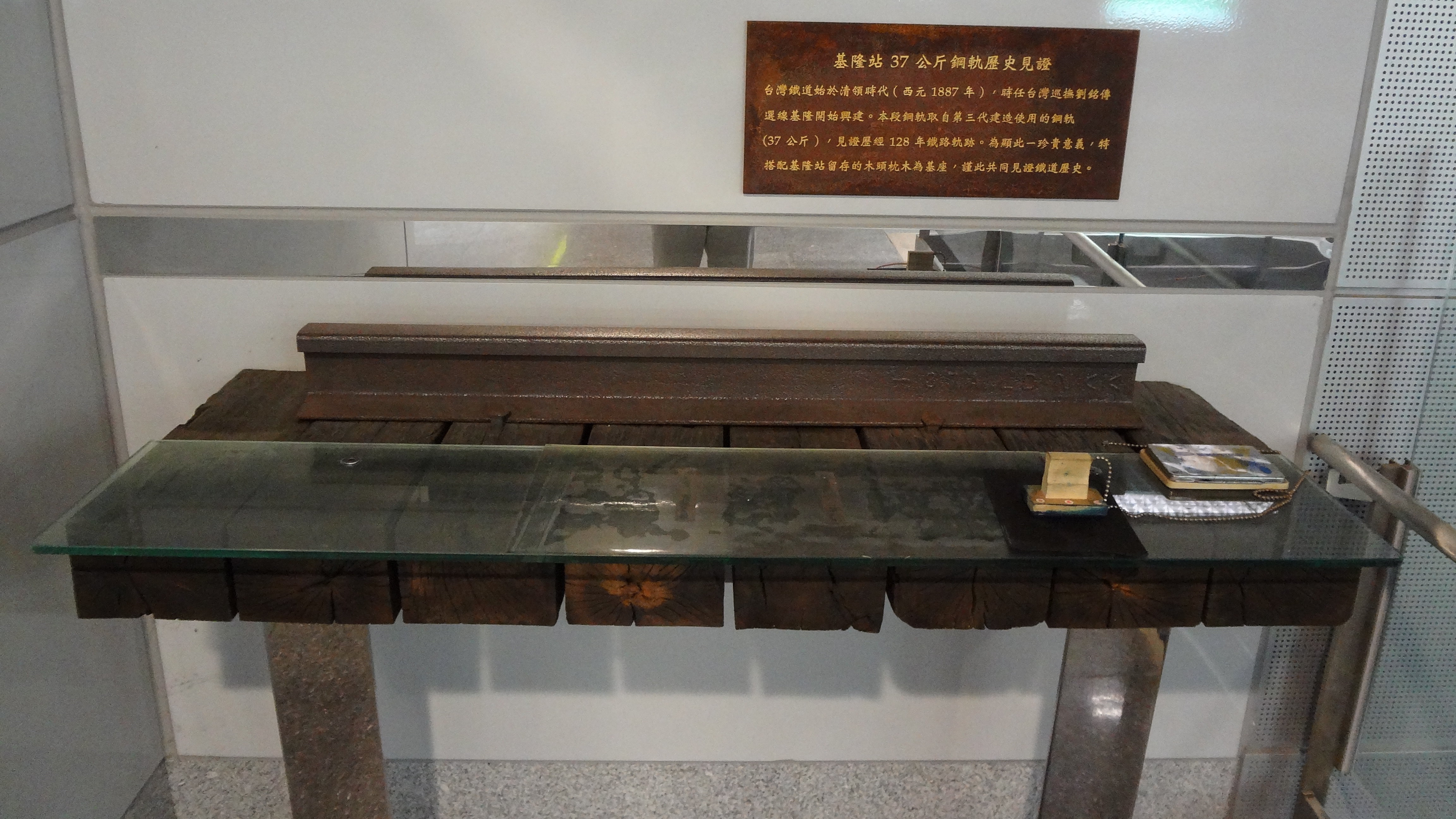
基隆駅に展示されている当時のレール

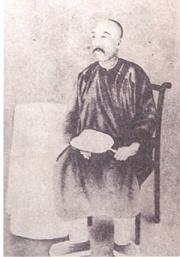
劉銘伝像

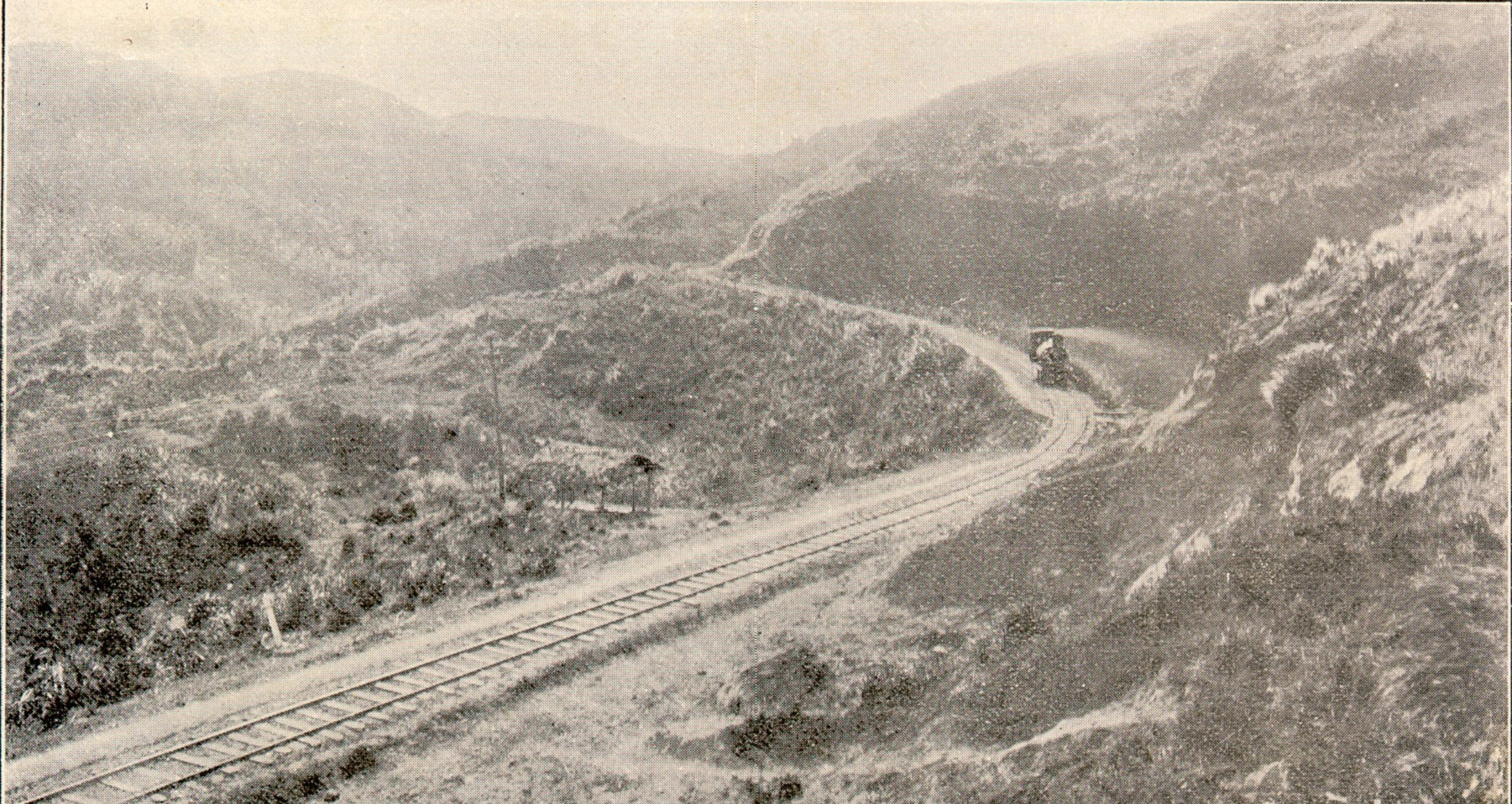
亀崙嶺古道を通過する列車。この区間は日本統治後6年で廃止された。

全台鉄路商務総局鉄道（ぜんたいしょうむそうきょくてつどう）は、台湾の基隆から台北と、台北から新竹に至る2つの鉄道路線（現在の縦貫線北段の前身）で構成されており、清朝統治時代に台湾巡撫として赴任した劉銘伝により推進され、全台鉄路商務総局（繁体字中国語: 全臺鐵路商務總局）によって建設、運営（下関条約後の数年間は日本政府）。台南までの延伸構想があったが、新竹以南は崎頂付近の築堤に着手しただけでそれ以南は着工には至らず未成線となっている。清朝台湾鉄路（しんちょうたいわんてつろ）、または劉銘伝鉄路（りゅうめいでんてつろ）とも言われている。
台湾総督府鉄道の前身、台湾鉄路管理局の前々身である。

## 概要

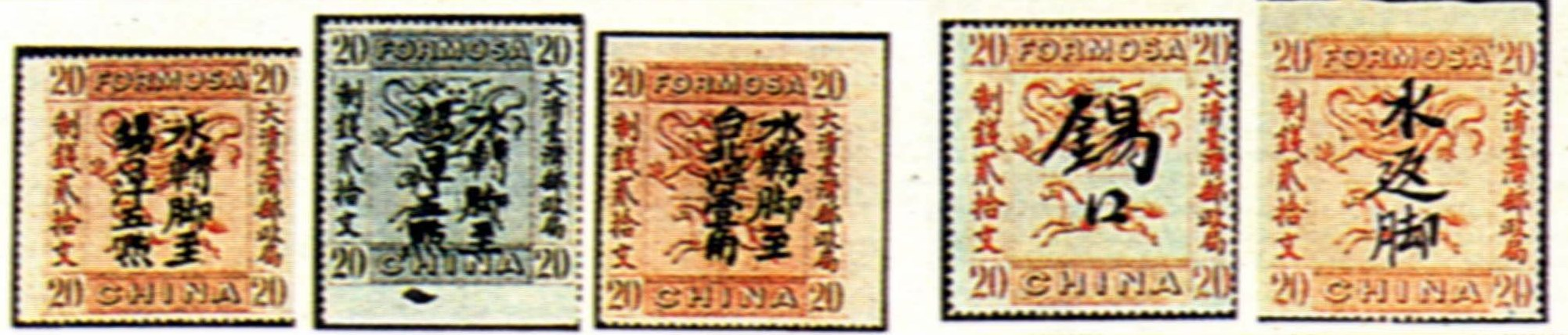
清朝時代の乗車券

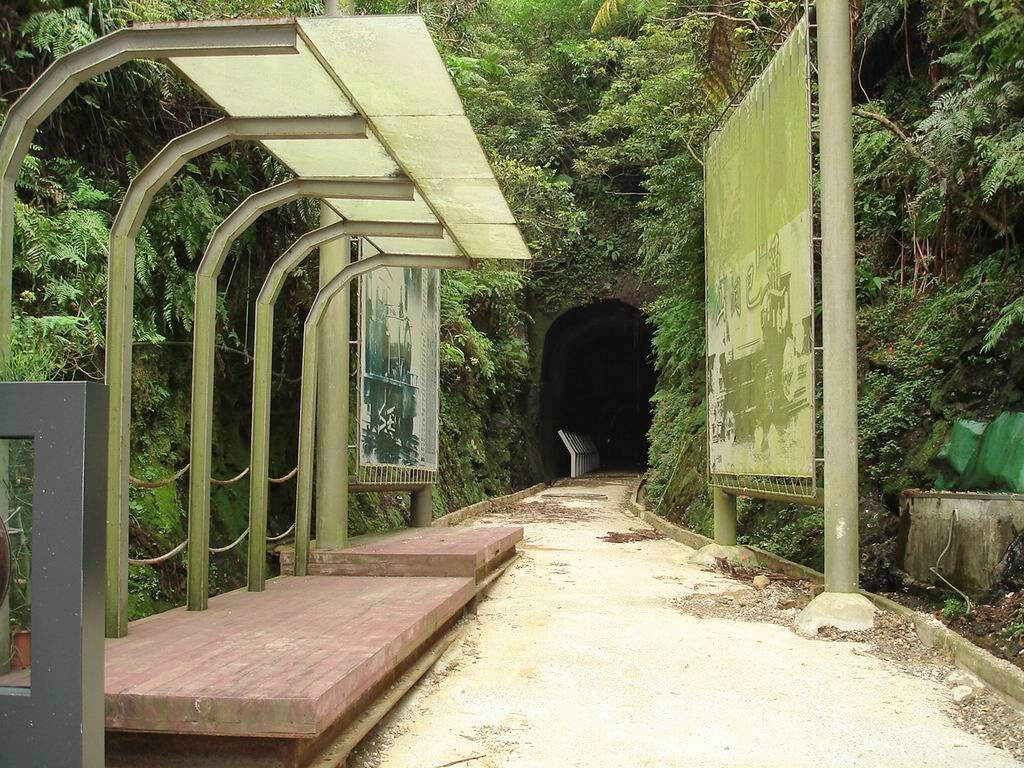
獅球嶺隧道

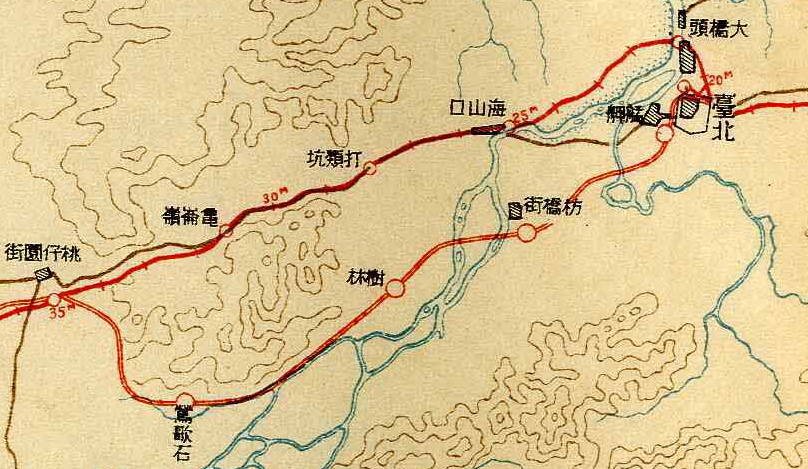
台北＝桃仔園間鉄道改良図

清朝光緒時期に劉銘伝が当時の中国初の旅客鉄道路線として計画を推進した。1887年（光緒13年）、劉は清朝政府に認可を要請、4月29日に政府は福建台湾省の自己資金調達での建設を認めた。同年4月台北市にて大稲埕開発事業に着手、ここに台北駅を設置することにした。軌間は現在と同じ3フィート6インチ（1,067mm）で、まずは基隆港から台北を経て新竹（当時は竹塹）に至る路線に着手した。全台鉄路商務総局を設立と起工式典が行われた6月9日は、現在台湾における鉄道の日（鉄路節）となっている(p76)。台北と新竹間も翌年に起工している(p76)。
このうち、基隆市内の獅球嶺隧道の工事は1888年（光緒14年）春に起工、全長235メートルのトンネルは30ヶ月の工期を要して1890年8月に完成した。
これが台湾初の鉄道トンネルであり、また現存する唯一の清朝時代の鉄道トンネルである。
1888年、大稲埕から淡水河を超える木造の鉄道橋が竣工した。現在の台北大橋の前身である。同年7月18日、台北（現在の大稻埕）から錫口（現在の松山）が完成、試運転が行われ、1891年10月20日には基隆と台北間約28.6km が全通した。しかし開業前に劉は退官しており、邵友濂が後を継いでいる。1893年11月30日には台北と新竹間も開業した(p76)。ただし大半は劉が事業に携わっている。開業式典は1894年1月23日に開催された。
鉄道路線としては16kgレール、再急勾配50‰、最小曲線半径100メートル（ただし局所的に75メートル）低規格であることと、
橋梁が水害により流失したこともあり、日治時期に殆どが付け替えられた。特に台北市から桃園市に至るルートは樹林を経由する淡水河の対岸ルートに置き換えられ、元の路線は「台北台南道路」として、現在の省道台1線旧線（台一甲線）となっている。
元々の路線計画は台南府城までを結ぶものであった。後の日本人による調査で新竹から崎頂まで南下する築堤の遺跡のほか、旧新竹港に至る資材運搬用貨物支線（旧港支線、繁体字中国語: 舊港支線）の存在が明らかになっている
。1895年8月30日に提出された日本人の鉄道技師板倉勝文による旧線現地調査でこの支線は鉄道の開業後廃棄され使用されなかったこと旨の報告されている。

## その後
台湾が日本の統治下になると、この路線は接収され、まずは軍用鉄道として活用された。数か所の橋は幾度も補修と崩壊を繰り返しており、レール規格や設計・施行水準も使用に堪えないほどの低水準だとわかると、日本当局は高規格化路線建設を決定、最終的に全長106kmのうち0.8kmしか再利用されなかった。改良事業中は淡水河の橋が不通となり台北 - 新竹線は橋のそばにいくつかの臨時駅を仕立てて分断輸送となった。
そして島内縦貫鉄道計画が完成したが、台北と桃仔園（現在の桃園駅）間の経路変更は最大のものだった。海山口（現在の新北市新荘区）、亀崙嶺（現在の桃園市亀山区）は急勾配のため放棄され、日本統治開始6年後の1901年に枋橋（現在の新北市板橋区）、鶯歌石（現在の新北市鶯歌区）を経由する現在のルートが開業した。
旧ルートのうち、大橋頭 - 打類坑間は100年以上を経て台北捷運新荘線（大橋頭 - 迴龍）として事実上の復活を果たした。
また、水返脚付近の遺構は汐止駅付近で発見されている。
桃園以南も現在の縦貫線が開通するまではそのままのルートで再利用されており、清朝時代にはなかった駅も設置されている。

## 駅一覧
- 以下の駅リストは清朝が建設したもので、太字は日本統治後に増設された駅。
- ※《臺灣鐵路史》では距離の単位で「chain」を「鎖」に訳しているが、ここでは鏈を用い、1鏈は1/80哩（マイル）。

| 駅名       | 現在地                                                                                           | 距離(p70)※    | 備考                                                                         |
| ---------- | ------------------------------------------------------------------------------------------------ | ------------- | ---------------------------------------------------------------------------- |
| 鶏籠       | 基隆                                                                                             | 45鏈          | 海岸起点より起算開始                                                         |
| 八堵       | 七堵                                                                                             | 3哩75鏈       |                                                                              |
| 水返脚     | 汐止                                                                                             | 9哩4鏈        |                                                                              |
| 南港       | 南港                                                                                             | 12哩35鏈      |                                                                              |
| 錫口       | 松山                                                                                             | 18哩13鏈      |                                                                              |
| 台北       | 大稲埕河溝頭、現在の中興医院と塔城街付近                                                         | 19哩26鏈      | 初代台北駅                                                                   |
| 大橋頭     | 淡水河台北側。現在の台北大橋、大橋派出所一帯                                                     | 21哩16鏈      |                                                                              |
| 淡水橋左岸 | 台北大橋左岸、環河路一帯                                                                         |               | 豪雨の影響で淡水橋不通に伴い1895年9月10日開設(p299)、1896年1月29日廃止。     |
| 淡水橋     | 淡水河三重側。 現在の台北橋付近だが、台北大橋とは別。 正義重新路天台広場、三和路、三重派出所一帯 | 台北起点3.1km | 1897年9月10日再開業。                                                        |
| 海山口     | 新荘国小校門口。登龍街は当時「站前路」と呼称                                                     | 25哩          |                                                                              |
| 打類坑     | 塔寮坑。桃園市亀山区迴龍里                                                                       | 28哩6鏈       | 清朝時代1891年8月に開業、廃止日不明。1899年7月20日臨時旅客駅再設置。         |
| 亀崙嶺     | 桃園市亀山区嶺頂里、台1線と台1甲線交差地点付近                                                   | 31哩          | 清朝時代に開業、廃止日不明。1899年7月20日旅客駅再設置。                      |
| 桃仔園     | 桃園区民生路と万寿路交差点付近                                                                   | 36哩76鏈      |                                                                              |
| 中壢       | 中壢                                                                                             | 41哩34鏈      |                                                                              |
| 安平鎮     | 平鎮JCT南側、現埔心駅の北側                                                                      |               | 1900年4月10日設置。                                                          |
| 頭重渓     | 楊梅IC東側                                                                                       | 47哩70鏈      | 1899年7月20日に現楊梅駅南方に楊梅壢として移転。                              |
| 崩坡       | 楊梅街                                                                                           |               | 現在の台1線上、桃園市と新竹県の境界付近の臨時駅。1902年1月31日廃止。         |
| 大湖口     | 現湖口駅の南方（湖口老街）                                                                       | 53哩40鏈      |                                                                              |
| 鳳山崎     | 新豊                                                                                             | 58哩28鏈      | 現新豊駅のやや南方                                                           |
| 新車       |                                                                                                  |               | 1898年9月1日臨時駅として開業、1902年1月31日廃止。                            |
| 紅毛田     | 竹北                                                                                             |               | 1895年9月10日仮停車場開設、12月閉鎖(p299)、1897年9月10日臨時駅として再開業。 |
| 新竹       | 新竹                                                                                             | 62哩9鏈       | 現新竹市立ガラス工芸博物館付近。                                             |

## 車両

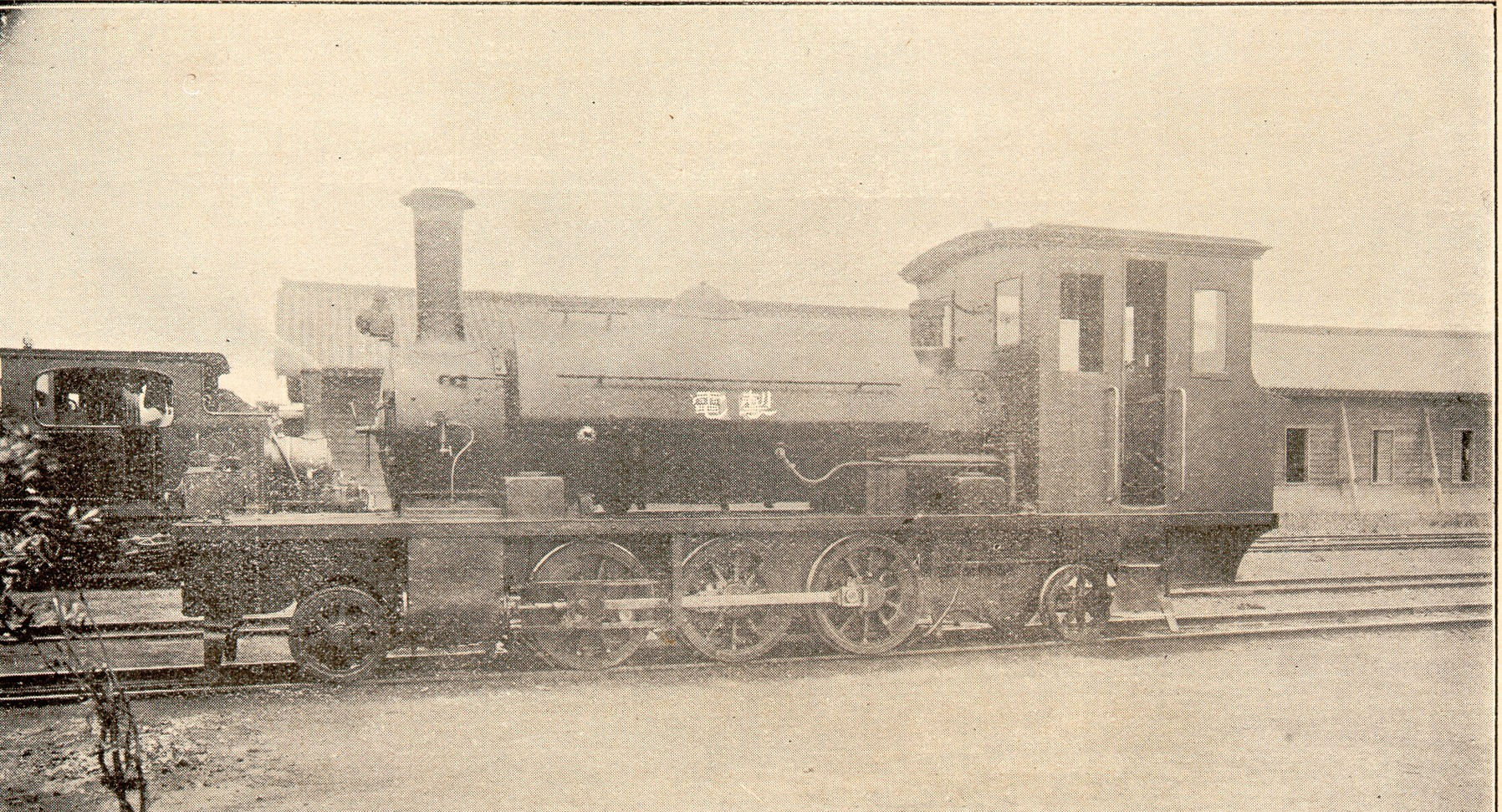
ホーソン・レスリー社製の電製6号機関車掣電号

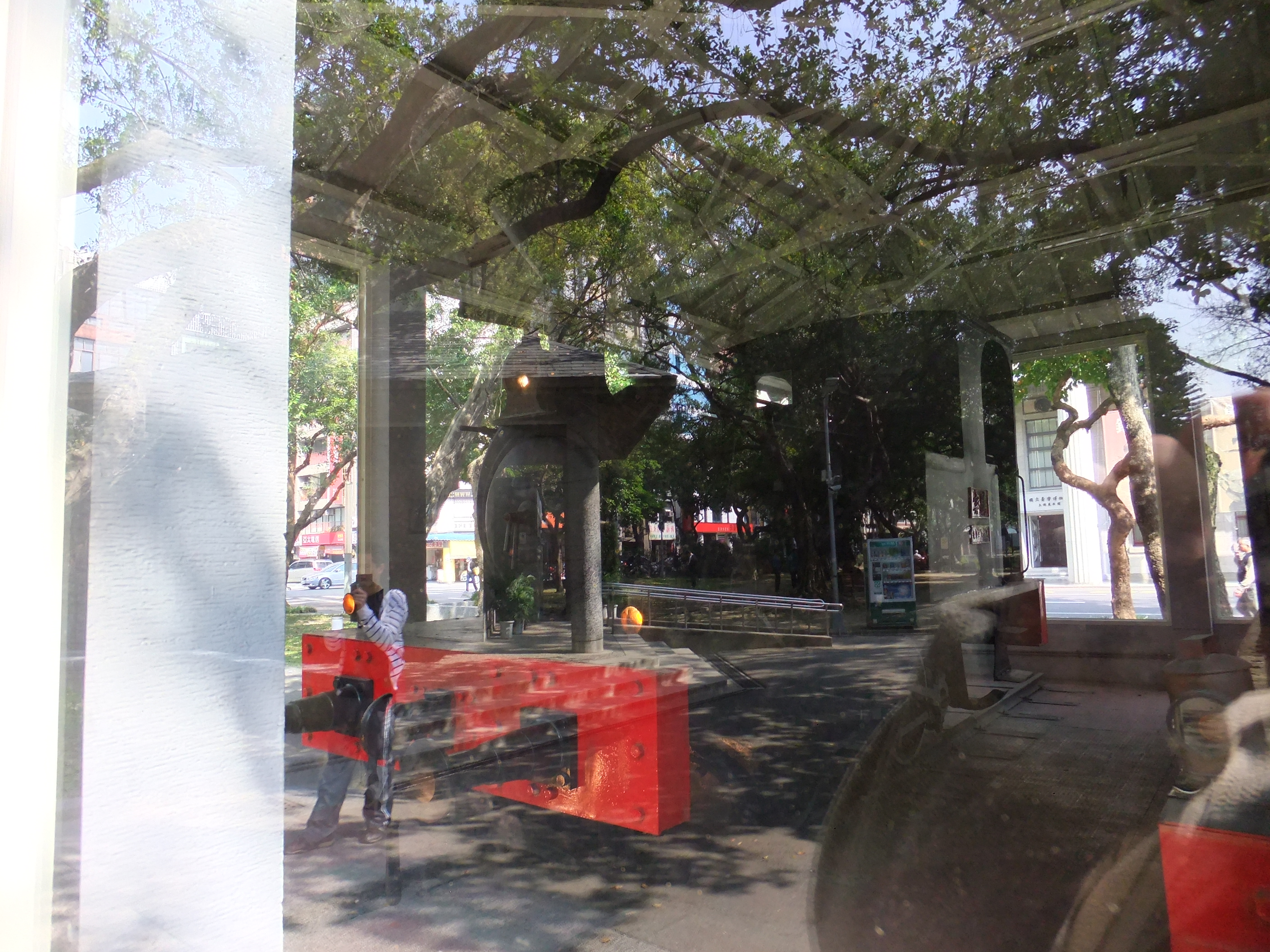
騰雲号

清朝時代は蒸気機関車を8両保有しており、1号機と2号機はドイツホーエンツォレルン機関車製造（ドイツ語: Hohenzollern Aktiengesellschaft für Lokomotivbau）製で、別名「騰雲号」、「御風号」とも呼ばれていた。日本統治後に接収、1型蒸気機関車に改名された。
3-8号機はイギリスのホーソン・レスリー社（Hawthorn Leslie & Co）が製造し、6-8号機には「掣電」、「超塵」、「摂景」という愛称があった(pp62-63)。同じく3型蒸気機関車と改名、1931年に廃車され、現存しない。

## その他
当時の台湾人は新しい科学技術に対して風水が乱れると忌み嫌う者や便利さを称賛する者まで多様な意見をもっていた。彰化銀行創業者の呉徳功が残した《新竹坐火輪車往台北》という詩が流行した。
| 「 | 新竹抵稻津，辰發午即至。儼似費長房，符術能縮地。 旋轉任自如，水氣通火氣。水火交相用，繫易占既濟。 逐電迅追風，敏捷勝奔馳。舉重有若輕，便捷兼爽利。 | 」 |

稲津は大稲埕を指し、午前中に汽車に乗っているだけで新竹から台北（約80km）に到達できると謳っている。このような列車の特性や利便性に対する描写で呉は賛成派だったことがうかがわれた。